# بروک ام زیلر
بروک ام زیلر (به آلمانی: Bruck am Ziller) یک منطقهٔ مسکونی در اتریش است که در شواتس واقع شده‌است. بروک ام زیلر ۶٫۰۱ کیلومتر مربع مساحت دارد ۵۷۹ متر بالاتر از سطح دریا واقع شده‌است.